# Tatiana Gudkova
Tatiana Mihailovna Gudkova (în rusă Татьяна Михайловна Гудкова; n. 11 ianuarie 1993, Smolensk) este o scrimeră rusă specializată pe spadă. 
S-a apucat de scrimă la vârsta de nouă ani. La categoria de juniori a fost lidera clasamentului general în 2011 și 2012, și dublă campioană mondială în 2012 și în 2013. Datorită acestor rezultate, s-a alăturat lotului național de seniori, cu care a fost vicecampioană europeană pe echipe și campioană mondială pe echipe în 2014.
| An  | 2010 | 2011 | 2012 | 2013 | 2014 | 2015 |
| --- | ---- | ---- | ---- | ---- | ---- | ---- |
| Loc | 249  | _    | 181  | 137  | 38   | 32   |

## Legături externe
- ru  Prezentare la Federația Rusă de Scrimă